# Dee (Aberdeenshire)
Pour les articles homonymes, voir Dee.
Le Dee (Uisge Dè en gaélique écossais) est un fleuve d'Écosse traversant le council area d'Aberdeenshire. Il prend sa source dans les Cairngorms et se jette dans la mer du Nord à Aberdeen après une course de 145 km.

## Étymologie
Le Dee, ainsi que plusieurs rivières du même nom, provient d'un thème celtique ancien *dëuo- « dieu, divin » et serait donc des eaux « divines », « sacrées ».

## Royal Deeside
La région située sur le cours supérieur de la rivière entre les localités de Braemar et de Ballater, a été baptisée depuis le règne de Victoria, sous le nom de Royal Deeside (« rives royale de la Dee »). En effet, à mi-chemin entre ces deux villages se trouve le célèbre château de Balmoral qu'elle avait acquis, et qui est devenu depuis l'une des résidences estivales préférées de la famille royale britannique, « pièce maîtresse » d'une propriété de plus de 200 km2.